# Universal Pictures
A Universal City Studios LLC, operando como Universal Pictures (também conhecida como Universal Studios ou simplesmente Universal), é uma produtora e distribuidora de filmes norte-americana. Sua sede fica no complexo Universal Studios em Universal City, Califórnia, sendo o estúdio principal da Universal Studios, o braço de estúdio de cinema da NBCUniversal, uma subsidiária da Comcast.
Fundada em 1912 por Carl Laemmle, Mark Dintenfass, Charles O. Baumann, Adam Kessel, Pat Powers, William Swanson, David Horsley, Robert H. Cochrane e Jules Brulatour, a Universal é o estúdio de cinema mais antigo ainda em atividade nos Estados Unidos e o quinto mais antigo globalmente, superado apenas por Gaumont, Pathé, Titanus e Nordisk Film. É também um dos "Cinco Grandes" estúdios de cinema.
As franquias de filmes de maior sucesso comercial da Universal incluem Velozes e Furiosos, Jurassic Park e Meu Malvado Favorito. Além disso, a biblioteca do estúdio conta com muitos filmes notáveis, como Tubarão e E.T. - O Extraterrestre, ambos os quais se tornaram os filmes de maior bilheteria de todos os tempos em seus lançamentos iniciais. A Universal Pictures é membro da Motion Picture Association e eles foram um dos "Três Pequenos" grandes estúdios durante a Era de Ouro de Hollywood.

## História

### Início
A empresa foi criada em 1912 com o nome de Universal Film Manufacturing Company pelo imigrante alemão Carl Laemmle, com a junção de sua empresa IMP com várias outras. A Independent Moving Pictures Company (IMP) foi unida à Powers Picture Plays, Bison Life Motion Picture Company, Rex, Nestor e Champion, e a Universal passou a operar dois estúdios em Los Angeles, um em Edendale e o antigo Nestor Studios, no Sunset Boulevard com Gower Street. Em 1913, a Victor Film Company, companhia cinematográfica que fora fundada pela primeira grande estrela de cinema americano Florence Lawrence e seu marido Harry Solter, foi adquirida, sendo totalmente absorvida pela Universal em 1917. Em 1915, surgiu a Universal City, no vale de São Fernando, na Califórnia, totalmente equipada para filmagem de cenas interiores e exteriores. Em 1925 o nome foi mudado para Universal Pictures, Inc.
Várias estrelas começaram a sua carreira na Universal City, entre elas estão Rodolfo Valentino e Wallace Reid, o realizador Erich von Stroheim, onde realizou seus maiores sucessos, assim como Irving Thalberg, que seria mais tarde um dos principais responsáveis pela "época de ouro" da Metro-Goldwyn-Mayer, e Harry Cohn, mais tarde diretor da Columbia Pictures.

### Década de 1930-60
Na década de 1930, o estúdio ganhou destaque devido a filmes como All Quiet on the Western Front e ao sucesso dos filmes de terror protagonizados por Boris Karloff e Bela Lugosi, entre outros. Porém, em meados da década, a empresa entrou em dificuldades monetárias, sendo salva por uma série de musicais protagonizados por Deanna Durbin. Voltou a fazer sucesso nas décadas de 1940 e 50.
Em 1946, uniu-se a International Filmes e, nos seis anos seguintes, o estúdio passou a se chamar Universal International. Após o estúdio ser adquirido pela Decca Records, começou a produzir filmes de alta qualidade. Com isso, começaram a ser produzidos vários dramas de Douglas Sirk, e depois dramas românticos protagonizados por Doris Day e Rock Hudson.
Em 1962, foi comprada pela empresa musical Music Corporation of America. Em 1964, passou a oferecer turnês pelos seus estúdios de Hollywood, um embrião da bem sucedida rede de parques temáticos que inclui a Universal Hollywood Studios, a Universal Orlando Resort na Flórida, e filiais no Japão e Cingapura (com futuras instalações em Dubai e na Coreia do Sul).

### Década de 1970-90
Na década de 1970, lançou a carreira de Steven Spielberg com Duel, Sugarland Express e Jaws, e o diretor seria responsável pelos dois filmes mais bem-sucedidos da Universal, E.T. the ExtraTerrestrial (1982, faturamento de US$ 792 milhões) e Jurassic Park (1993, US$ 910 milhões).
Em 1990, a grande empresa japonesa Matsushita adquiriu a MCA, Inc. Após os primeiros anos, a MCA acabou sendo vendida para a empresa de bebidas Seagram, que na tentativa de criar um conglomerado de mídia tornou Universal o nome central - as gravadoras da MCA viraram o Universal Music Group, por exemplo. Em 2000 a Seagram foi vendida para o conglomerado francês Vivendi, que rebatizou o conglomerado Vivendi Universal. A Universal também comprou os direitos de distribuição da StudioCanal, um estúdio francês com extensivo catálogo.

### Década de 2000

#### NBC Universal
Em 2004, as dificuldades financeiras da Vivendi levaram-na a vender 80% da Vivendi Universal para a General Electric, dona do canal NBC. Como resultado, o conglomerado agora é chamado NBC Universal. Em 2009 o grupo de TV a cabo Comcast mobilizou-se para comprar uma parte primária da NBC Universal, que foi conseguido com a GE comprando os 20% restantes da Vivendi.

### Contratos no Brasil
Na TV aberta teve parceria com a Rede Manchete, SBT e Rede Bandeirantes nos anos 80 e 90, em 1999 passou a ter parceria com a Rede Globo, também manteve uma parceria com a RecordTV que esteve em vigor entre 2005 a 2017, em 2018 a Universal firmou uma nova parceria na TV aberta com a Rede Globo. Também exibe seus produtos no Universal TV, Syfy, Studio Universal e Rede Telecine na TV Fechada.